# Klein Ellingen
Klein Ellingen ist ein Ortsteil der Gemeinde Hohenberg-Krusemark im Landkreis Stendal, Sachsen-Anhalt.

## Geographie
Klein Ellingen, ein Straßendorf, liegt etwa 2 Kilometer südöstlich von Hohenberg-Krusemark und 15 Kilometer südöstlich von Osterburg (Altmark) sowie etwa vier Kilometer westlich der Elbe in der Altmark.
Nordöstlich liegt der Industrie- und Gewerbepark Altmark der Ende des 20. Jahrhunderts aus der Baustelle vom Kernkraftwerk Stendal entstanden ist.

## Geschichte

### Mittelalter bis Neuzeit
Im Jahre 1334 wird das Dorf Ellinche erwähnt, als Markgraf Ludwig dem Ritter Zilling Hebungen (Einkünfte) an einigen altmärkischen Dörfern verlieh. Weitere Nennungen sind 1419 In deme dorpe to lutken Ellinghe, 1608 Lutken Ellinge und 1687 Lütken Ellingen. 1745 wird eine Erbwindmühle aufgeführt. Eine Windmühle stand bis zum Anfang des 20. Jahrhunderts nordöstlich des Dorfes, dort wo sich heute ein kleines Waldstück befindet.

### Landwirtschaft
Bei der Bodenreform wurden 1945 ermittelt: 9 Besitzungen unter 100 Hektar hatten zusammen 445 Hektar, eine Gemeindebesitzung 2 Hektar. Enteignet und aufgeteilt wurden zwei Betriebe mit zusammen 178,2 Hektar. Davon gingen 17,75 Hektar an die Gemeinde. Im Jahre 1948 hatten 16 Vollsiedler jeder über 5 Hektar und 18 Kleinsiedler jeder unter 5 Hektar Land aus der Bodenreform erworben. Im Jahre 1955 entstand in Klein Ellingen die erste Landwirtschaftliche Produktionsgenossenschaft vom Typ III, die LPG „Geschwister Scholl“.

### Vorgeschichte
Im Jahre 1892 berichtete der Arneburger Pfarrer Kluge über seine Untersuchungen einer undatierten Grabhügelgruppe in einem Waldgebiet südlich von Klein Ellingen. Sie ist möglicherweise inzwischen zerstört.

### Eingemeindungen
Ursprünglich gehörte das Dorf Klein Ellingen zum Arneburgischen Kreis der Mark Brandenburg in der Altmark. Zwischen 1807 und 1813 lag es im Kanton Arneburg auf dem Territorium des napoleonischen Königreichs Westphalen. Nach weiteren Änderungen gehörte die Gemeinde ab 1816 zum Kreis Osterburg, dem späteren Landkreis Osterburg.
Am 20. Juli 1950 wurden die bis dahin eigenständigen Gemeinden Groß Ellingen und Klein Ellingen zur neuen Gemeinde Ellingen zusammengeschlossen.
Am 1. Februar 1974 ist die Gemeinde Ellingen nach Hohenberg-Krusemark eingemeindet worden. Damit kamen die beiden Ortsteile zur Gemeinde Hohenberg-Krusemark.

### Einwohnerentwicklung
| Jahr | Einwohner |
| ---- | --------- |
| 1734 | 119       |
| 1772 | 088       |
| 1790 | 088       |
| 1798 | 085       |
| 1801 | 079       |
| 1818 | 133       |
| 1840 | 107       |
| 1864 | 124       |

| Jahr | Einwohner |
| ---- | --------- |
| 1871 | 108       |
| 1885 | 112       |
| 1892 | [00]105   |
| 1895 | 112       |
| 1900 | [00]108   |
| 1905 | 098       |
| 1910 | [00]103   |
| 1925 | 173       |

| Jahr | Einwohner |
| ---- | --------- |
| 1939 | 149       |
| 1946 | 252       |
| 2014 | [00]046   |
| 2015 | [00]051   |
| 2017 | [00]056   |
| 2018 | [00]056   |
| 2020 | [00]058   |
| 2021 | [00]058   |

| Jahr | Einwohner |
| ---- | --------- |
| 2022 | [0]58     |
| 2023 | [0]52     |

Quelle, wenn nicht angegeben, bis 1946:

## Religion
Die evangelischen Christen aus Klein Ellingen gehörten früher zur Pfarrei Krusemark. Heute gehören sie zum Kirchspiel Krusemark-Goldbeck und werden betreut vom Pfarrbereich Klein Schwechten im Kirchenkreis Stendal im Bischofssprengel Magdeburg der Evangelischen Kirche in Mitteldeutschland.

## Kultur und Sehenswürdigkeiten
- Der preußische Rundsockelstein in Klein Ellingen, ein Distanzstein, steht unter Denkmalschutz.

## Verkehr
Es verkehren Linienbusse und Rufbusse von stendalbus.